# Ahmad Amiruddin
Ahmad Amiruddin (Bone, Indonesia, 3 de octubre de 1982) es un exfutbolista de Indonesia que jugaba en las posiciones de extremo y delantero. Actualmente es entrenador asistente del PSM Makassar de la Liga 1 de Indonesia.

## Carrera

### Club
| Periodo   | Club                | Goles |
| --------- | ------------------- | ----- |
| 2004–2009 | PSM Makassar        | 17    |
| 2009–2010 | Persiram Raja Ampat | 2     |
| 2010–2011 | Arema Malang        | 6     |
| 2011      | Deltras FC          | 0     |
| 2011–2013 | Arema Malang        | 5     |
| 2013–2016 | Mitra Kukar FC      | 0     |

### Selección nacional
Jugó para Indonesia en tres ocasiones de 2006 a 2007 y participó en la Copa Asiática 2007.